# استودیو ضبط

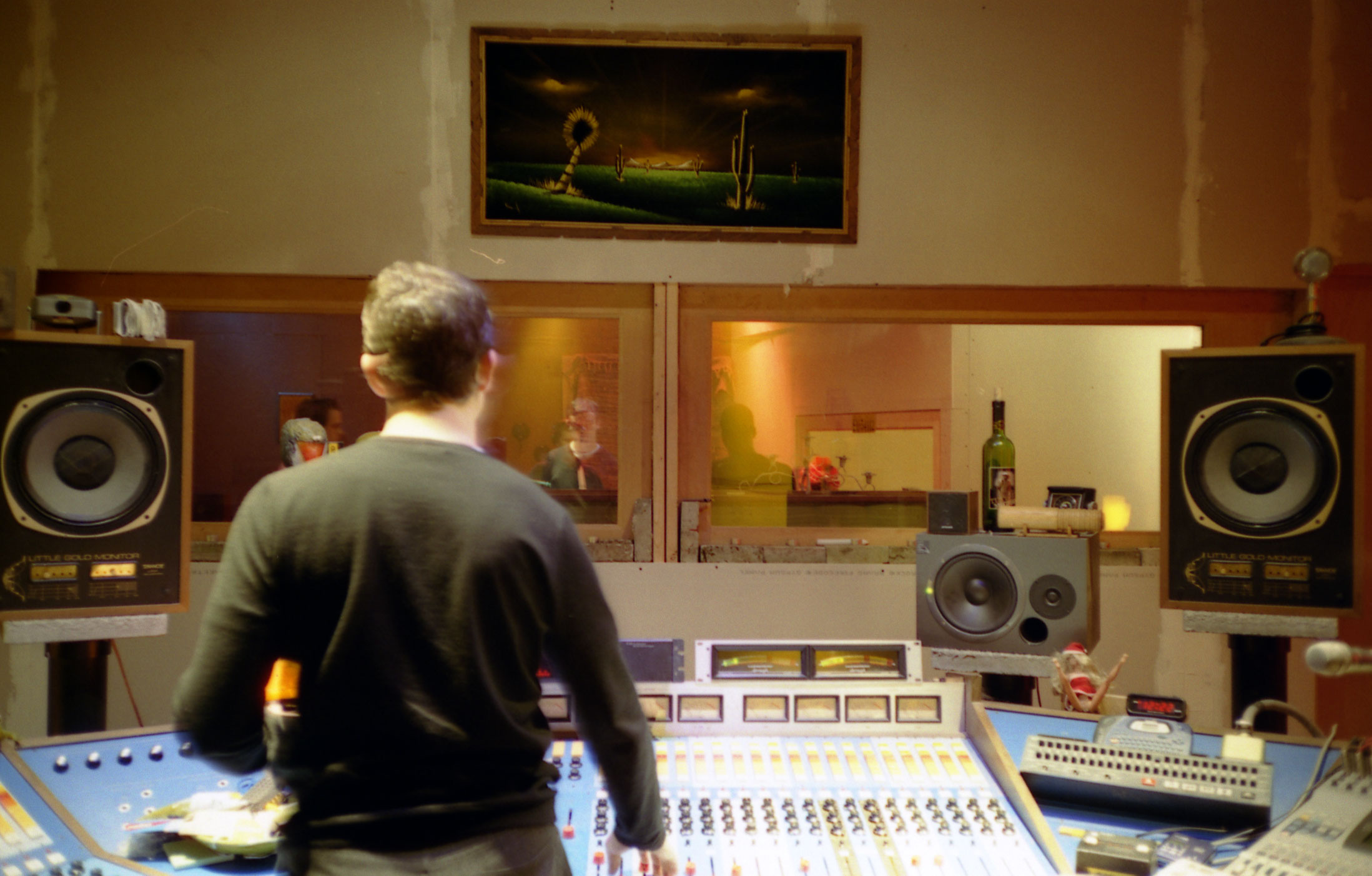
یک استودیوی صدا

استودیو (به انگلیسی: recording studio)، محل تولید و ضبط صدا، موسیقی و فیلم است. استودیو شامل میکروفن و صافی صدا و دستگاه دیجی و اکو و غیره است. دیوار استودیو با فیبر پوشیده می‌شود تا صدا در آن نپیچد و کیفیت آن بالا رود. معمولاً استودیوها را در زیرِ زمین می‌سازند تا صدای آن دیگران را آزار ندهد.
واژهٔ لاتین استودیو (به انگلیسی: studio) در زبان‌های اروپایی معنی گسترده‌ای دارد و انواع گوناگون هنرکده‌ها و تسهیلات تولیدی هنری گفته می‌شود. این واژه در یکی از معانی خود یعنی استودیوی ضبط (Recording studio) به فارسی رسیده‌است.
یک استودیو می‌تواند در اندازه کوچک برای یک خواننده گیتاریست باشد یا در اندازه بزرگ در فضای بزرگ برای یک ارکستر که شامل صداها نوازنده است باشد
به‌طور ایدئال، هر دو فضاهای ضبط و نظارت (گوش دادن و مخلوط کردن) به‌طور خاص توسط یک مهندس صدا یا آکوستیک برای رسیدن به خواص صوتی مطلوب (انعکاس صدا یا پخش یا جذب انعکاس صدا) طراحی شده‌است. بدین منظور معمولاً مهندس صدا برای رسیدن به خواص مطلوب صوتی از ترکیب متعادلی از پنل‌های آکوستیک جاذب، بیس ترپ و دیفیوزر در محیط استودیو استفاده می‌کند.
استودیو ضبط ممکن است برای ضبط صدای خوانندگان، نوازندگان ساز (مثلا گیتار الکتریکی، پیانو، ساکسیفون یا گروه‌هایی مانند ارکسترها)، هنرمندان برای تبلیغات یا تعویض دیالوگ در فیلم، تلویزیون یا انیمیشن مورد استفاده قرار گیرد